# BoConcept

BoConcept (дан. BoConcept) — данська фабрика, що виробляє меблі та предмети інтер'єру. Заснована у 1952 році Єнсом Ертгей Єнсеном і Таге Мельгольмом. Головний офіс знаходиться у Гернінзі (Данія). Стиль — данський міський дизайн.
Станом на 20 квітня 2012 року нараховується 255 фірмових магазинів BoConcept та 40 студій у 58 країнах світу. Гасло компанії — «Urban Danish Design since 1952» (Міський данський дизайн, починаючи з 1952 року).

## Історія
1952—1962
Історія компанії почалася у 1952 році, коли майстри-меблярі Єнс Ертгей і Таге Мельгольм вирішили відкрити фабрику. Метою було створення не тільки красиві, а й функціональні меблі. Найпершими меблями, які випустила фабрика, стали шафи, виготовлені зі шпону дуба з середньою секцією зі шпону горіха.
У 1954 році власники компанії разом з 4-ма співробітниками переїхали у приміщення нової фабрики «Ærthøj Jensen and Mølholm Møbelfabrik». На дизайн меблів компанії вплинуло прагнення до функціональності, яке охопило данський дизайн у 1950-х роках. Основною продукцією в асортименті компанії були меблі для вітальні.
У 1962 році засновники відкрили нову фабрику у місті Гернінг площею 1300 м2 в місті Гернінг, де і досі знаходиться штаб-квартира компанії. Шафа Cabinet no.26 стала одним з найбільш успішно продаваних виробів компанії, а меблеві стінки досі представлені в колекції.
1970—1979
У 1970 році компанія стала акціонерним товариством з обмеженою відповідальністю із назвою A/S ÆJM møbler, а число працівників збільшилася вдвічі та досягло 40 осіб. Асортимент продукції змінився. Фабрика почала виробляти ліжка, тоді як основними виробами стали меблеві стінки та книжкові шафи.
У 1976 році компанія змінила свою назву, і новий бренд Denka почав виходити на міжнародні ринки. Колекції меблів стали відповідати особливостям окремих ринків.
У 1979 році компанією Denka була представлена трансформована меблева система в Данії. Меблева стінка Flexi складалася із кількох компонентів і складових частин, що дозволило покупцю стати «дизайнером» своєї книжкової шафи.
1984—1988
У 1984 році компанія була представлена на Копенгагенській фондовій біржі. Меблева стінка Capri стала першим предметом меблів, що була виготовлена у вигляді розбірної конструкції. У результаті впровадження верстатів з числовим програмним управлінням (ЧПУ), що забезпечили розробникам меблів більшу свободу творчості, була посилена технологічна міць компанії.
У 1988 році компанія Club 8 Company взяла на себе керівництво Denka в місті Ольгод. Нове оптимізоване виробництво дозволило компанії зосередитися на виробах та концепції. За рахунок комодів Xilo і дитячих меблів Colour 4 Kids було розширено меблеву колекцію. Ці серії мали великий попит у покупців у всьому світі.
1993—1999
У 1993 році у торговому комплексі Belle Epine в Парижі був відкритий перший фірмовий магазин BoConcept. Ще сім фірмових магазинів були відкриті у Франції, Китаї та США. Меблева стінка Basic отримала широке визнання завдяки високому ступеню модульності та обробці з МДФ з покриттям прозорим лаком.
У 1999 році чотири данських промислових підприємства були об'єднані в одну компанію — Club 8 Company A/S. Пізніше, в місті Хорнслет, Данія, була заснована власна фабрика з виготовлення м'яких меблів. Одним з перших диванів, запущених у виробництво, був диван із серії Indivi 2. Ця модульна система диванів повністю відповідала філософії BoConcept щодо трансформованості моделей і свободи самовираження.
2002—2008
У 2002 році був заснований університет BoConcept для забезпечення оптимальних умов покупцям. У цьому закладі консультанти з магазинів BoConcept, розташованих в усьому світі, проходять підготовку і навчання сервісу і дизайну інтер'єрів, щоб вони могли максимально якісно обслуговувати покупців.
З 2006 року не надаються послуги оптовим покупцям, а всі меблі почали продаватися лише у фірмових магазинах під торговою маркою BoConcept. Зміна статусу була закріплена тим, що виробнича компанія змінила свою назву на BoConcept A/S і лістингова компанія стала називатися BoConcept Holding A/S.
З 2008 року надання послуг з оформлення інтер'єру стало невід'ємною частиною маркетингової концепції компанії. Покупці отримали змогу замовити візит дизайнера інтер'єру до себе додому та отримати професійну консультацію про те, як оптимально оформити новий інтер'єр, включаючи зображення інтер'єру у форматі 3D та поради щодо створення стилю. Фінансова криза позначилася на багатьох ринках і після багатьох років успішного розвитку компанія зіткнулася з падінням продажів і змушена була оптимізувати робочі процеси.
З 2012
Попри фінансову кризу, компанія продовжила розвиватися і для підтримки стратегії розширення в Азії відкрила в Шанхаї свою третю оптову базу. На вебсайті компанії було відкрито Інтернет-магазин. У рік 60-річного ювілею компанії Вігго Мельгольм пішов з посади генерального директора, аби стати головою ради директорів, а новим генеральним директором компанії став Торбен Паулін. Станом на 20 квітня 2012 року нараховувалося 255 фірмових магазинів BoConcept та 40 студій у 58 країнах світу.
У 2022 році компанія зазнала різкої критики за продовження своєї діяльності в Росії після вторгнення в Україну.

## Дизайнери
- Окі Сато
- Карім Рашид
- Андерс Нергард
- Мортен Георгсен
- Генрік Педерсен

## Проєкти

### Smart Fortwo BoConcept

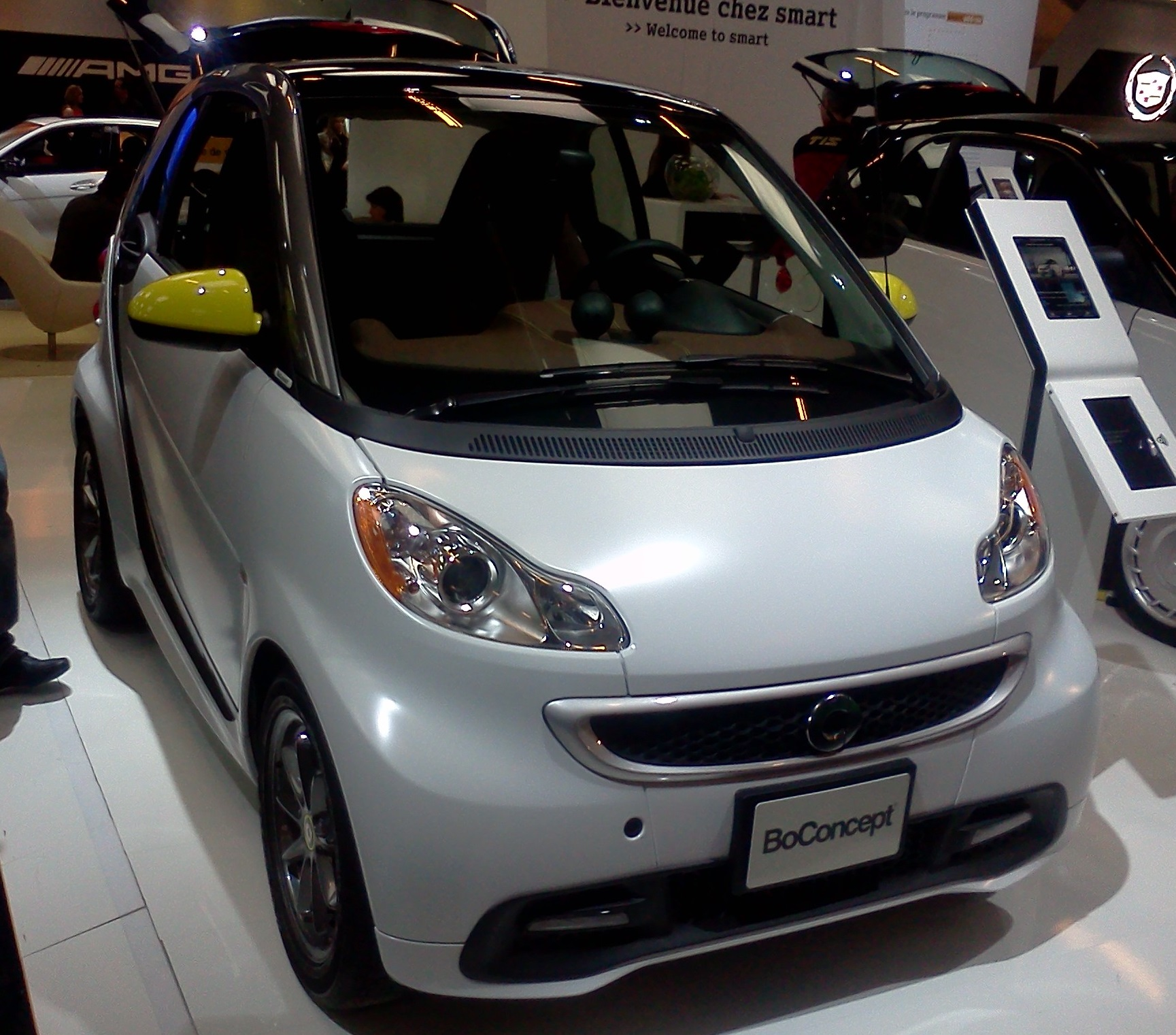
Smart Fortwo BoConcept

У 2011 році почалися перемовини щодо співпраці між smart і BoConcept. Результатом роботи дизайнерів і розробників стали автомобіль лімітованої версії Smart Fortwo BoConcept signature style і колекція меблів та аксесуарів smartville.
Екстер'єр:
- кузовні панелі матового білого кольору
- капсула безпеки tridion глянцевого антрацитового кольору
- 9-спицеві легкосплавні диски глянцевого антрацитового кольору; шини (передні колеса): 155/60 R15; шини (задні колеса): 175/55 R15 та маточина колеса з декоративним кільцем лимонного кольору
- накладки на бічні дзеркала лимонного кольору
- логотипи BoConcept в трикутниках бічних дзеркал

Інтер'єр:
- сидіння зі шкіри (колір: коричневий) у поєднанні з центральною сірою панеллю сидіння з тканинним покриттям та лимонною смужкою
- 2-спицеве шкіряне кермо з лимонною строчкою
- центральна консоль та карти дверей оброблені шкірою коричневого кольору зі світло-лимонною стрічкою

### Інші проєкти
- Будинок Ronald McDonald, Грац, Австрія
- Готель Cosmos Insignia, Богота, Колумбія
- Клуб Muse Club, Шанхай, Китай
- Банк Davivienda Bank, Богота, Колумбія.

## Продажі
Станом на 2014 рік нараховується 260 фірмових магазинів BoConcept та 40 студій у 63 країнах світу.
Мережа магазинів в Європі представлена у таких країнах:
| - Австрія - Бельгія - Білорусь - Болгарія - Хорватія - Кіпр - Данія - Естонія | - Фінляндія - Франція - Німеччина - Греція - Угорщина - Ірландія - Італія - Латвія | - Люксембург - Мальта - Нідерланди - Норвегія - Польща - Португалія - Румунія - Росія | - Словаччина - Іспанія - Швеція - Туреччина - Чехія - Швейцарія - Україна - Велика Британія |

В Україні налічується 1 фірмовий магазин BoConcept (відкритий у 2014).

## Нагороди
Red Dot Design Award
- 2013 Колекція меблів Ottawa. Дизайн — Карім Рашид (США)[9].

Good Design Award
- 2013 Колекція меблів Ottawa. Дизайн — Карім Рашид (США)[10].